# Банасевич, Максим Валерьевич
Максим Валерьевич Банасе́вич (укр. Максим Валерійович Банасевич; род. 31 января 1995, Киев) — украинский футболист, полузащитник.

## Игровая карьера
Заниматься футболом начал в киевской команде «Восход». Первый тренер — Олег Омельченко. В чемпионате ДЮФЛУ выступал за «Княжу» (Счастливое) и «Смену-Оболонь» (Киев). В 2010—2011 годах играл за команду ДЮСШ-15 в чемпионате Киева. В 2012 году стал игроком клуба Премьер-лиги «Оболонь», провёл 6 матчей в молодёжном чемпионате и 5 во Второй лиге за вторую команду.
В 2013 году подписал контракт с луганской «Зарёй». В течение нескольких сезонов был игроком молодёжного состава. В сезоне 2012/13 стал чемпионом Украины среди молодёжных команд. За основной состав дебютировал 24 августа 2014 года в матче Кубка Украины против «Кремня», который завершился со счётом 5:0 в пользу «Зари».
В феврале 2016 года перешёл на условиях аренды в клуб Первой лиги «Десна» (Чернигов). Первый матч в составе команды сыграл 26 марта против «Гелиоса» (1:0). Во второй половине сезона 2015/16 был игроком основы, выходил на поле во всех матчах. Играл преимущественно на левом фланге полузащиты. В следующем сезоне продолжил выступать в составе «Десны». Во время летних сборов отметился голом в ворота вице-чемпиона Ирана, тегеранского «Персеполиса». 25 сентября 2016 года забил два мяча в матче со стрыйской «Скалой».
В январе 2017 года расторг контракт с «Зарёй». 2 марта 2017 года подписал контракт с «Десной» сроком на 3 года. Во время весенней части сезона долгое время не играл из-за травмы. Впервые в 2017 году вышел на поле 4 мая в матче со «Скалой» (5:2). По итогам сезона «Десна» выиграла серебряные медали Первой лиги, получив право на повышение в классе.
В матчах летне-осенней части сезона 2017/18 преимущественно выходил на замену. На протяжении августа выступал в составе студенческой сборной на Всемирной Универсиаде. Следующий матч за «Десну» после возвращения с турнира сыграл 15 сентября 2017 года против «Сум» (3:0) — выйдя на замену, на следующей минуте Банасевич отличился голом. В матче с «Николаевом» (8:1) забил мяч в течение минуты после появления на поле. Отыграв в общей сложности 170 минут в лиге, стал самым полезным игроком команды по соотношению забитых голов к сыгранному времени.

## Карьера в сборной
В 15-летнем возрасте выступал за юношескую сборную Украины (до 17 лет).
В 2013—2014 годах являлся игроком сборной до 19 лет. В июле 2014 года принял участие в трёх матчах финального турнира чемпионата Европы среди юношей до 19 лет в Венгрии. С 2014 года вызывался в юношескую сборную до 20 лет.
В августе 2017 года получил вызов в студенческую сборную Украины для участия в летней Универсиаде в Тайбэе. Во время подготовки к турниру сборная провела контрольные матчи с дублирующими составами киевского «Динамо» (2:3) и донецкого «Шахтёра» (1:0). Банасевич принял участие в обеих играх, забил гол в ворота «Динамо». 20 августа 2017 года дебютировал на Универсиаде в матче против ЮАР (2:0). В следующих играх сборная встретилась с Южной Кореей (0:5) и Аргентиной (2:1), заняв в результате второе место в группе D. В матче 1/4 финала сборная Украины проиграла Мексике со счётом 0:2, после чего в розыгрыше 5—8 мест уступила Италии (1:2) и обыграла Аргентину (2:0), заняв итоговое 7-е место. Банасевич принял участие во всех 6 матчах сборной на турнире.

## Стиль игры
В детском футболе длительное время играл в центре нападения, а с 14 лет стал выступать на позиции крайнего полузащитника. Может сыграть как на левом, так и на правом фланге. Обладает высокой скоростью и поставленным ударом с правой ноги. Сайт истории и статистики луганского футбола охарактеризовал его как «лёгкого, мобильного и техничного» игрока.

## Достижения
«Заря»
- Победитель молодёжного чемпионата Украины: 2012/13.

«Десна»
- Серебряный призёр Первой лиги: 2016/17.
- Бронзовый призёр Первой лиги: 2017/18.

«Колос»
- Серебряный призёр Первой лиги: 2018/19.